# Trechnites alni
Trechnites alni är en stekelart som beskrevs av Erdös 1957. Trechnites alni ingår i släktet Trechnites, och familjen sköldlussteklar. Arten är reproducerande i Sverige.